# دبیرخانه
دبیرخانه یک سازمان بخشی است که وظایف دفتر مرکزی یا دبیرکل آن را انجام می‌دهد. این اصطلاح به‌طور ویژه مربوط به حکومت‌ها و سازمان‌های بین‌دولتی همچون سازمان ملل متحد است. هرچند چندین سازمان مردم‌نهاد همچون سازمان بین‌المللی استانداردسازی نیز به بخش اداری خود دبیرخانه می‌گویند. ساختمان یا مجتمع اداری که دارای چنین بخشی است نیز ممکن است به عنوان دبیرخانه یا ساختمان دبیرخانه شناخته شود.
در بعضی موارد، دبیرخانه یک ارگان بوروکراتیک نیست، بلکه بخش خاصی است که توسط تمام اعضای آن اداره می‌شود و به‌طور جمعی به سازماندهی گروه بزرگتر کمک می‌کنند، مانند دبیرخانه فدراسیون‌های بین‌المللی آنارشیست.